# Shirley (Indiana)
Shirley is een plaats (town) in de Amerikaanse staat Indiana, en valt bestuurlijk gezien onder Hancock County en Henry County.

## Demografie
Bij de volkstelling in 2000 werd het aantal inwoners vastgesteld op 806.
In 2006 is het aantal inwoners door het United States Census Bureau geschat op 844, een stijging van 38 (4,7%).

## Geografie
Volgens het United States Census Bureau beslaat de plaats een oppervlakte van
1,0 km², geheel bestaande uit land. Shirley ligt op ongeveer 319 m boven zeeniveau.

## Plaatsen in de nabije omgeving
De onderstaande figuur toont nabijgelegen plaatsen in een straal van 12 km rond Shirley.